# Fredrik von Otter
Fredrik Wilhelm von Otter (Fägred, 11 de Abril de 1833 — 9 de Março de 1910) foi um político da Suécia. Ocupou o lugar de primeiro-ministro da Suécia de 12 de Setembro de 1900 a 5 de Julho de 1902.

## Vida
Otter nasceu na propriedade Fimmersta (Töreboda Municipality) em Västergötland e pertencia a uma família rica e aristocrática. Ele entrou na Marinha Real Sueca como segundo-tenente aos 17 anos, mas permaneceu sem promoção por muito tempo. Enquanto isso, ele serviu na Marinha Real Britânica de 1857 a 1861, participando de campanhas contra piratas no Mar da China Meridional, e participou de uma das expedições ao Polo Norte de Adolf Erik Nordenskiöld em 1868, como comandante do navio de expedição Sofia. Foi promovido a comandante e ajudante-de-campo do príncipe herdeiro Oscar, o duque de Östergötland, em 1872 e assim permaneceu após a ascensão do príncipe ao trono como Oscar II em 1873.
Em 1874 foi promovido a capitão e nomeado Ministro dos Assuntos Navais no gabinete, sucedendo ao major-general Barão Abraham Leijonhufvud. Ele permaneceu nesta posição até a renúncia do gabinete De Geer em 1880, após o que foi nomeado diretor do estaleiro naval em Karlskrona. Ele foi feito comodoro em 1884, vice-almirante em 1892 e almirante em 1900. Ele também representou o condado de Blekinge na Primeira Câmara parlamentar de 1891 a 1899 e Karlskrona na Segunda Câmara de 1900 a 1902.
Após a renúncia de Erik Gustaf Boström em 1900, Otter foi oferecido o cargo de primeiro-ministro pelo rei e formou um gabinete que permaneceria no cargo por dois anos. Como primeiro-ministro, ele foi responsável por realizar a remodelação do sistema militar e a abolição final do sistema de loteamento introduzido por Carlos XI mais de 200 anos antes. Em conexão com a nova organização militar, foi introduzido um sistema de tributação progressiva. Após o fim dessa sessão parlamentar em julho de 1902, Otter renunciou e foi sucedido por seu antecessor Boström. O principal motivo de sua demissão foi o fracasso no Riksdag de uma proposta de lei sobre direitos de voto. Ele passou seus anos restantes administrando sua propriedade em Trantorp, nos arredores de Karlskrona.